# Platypalpus versipes
Platypalpus versipes är en tvåvingeart som beskrevs av Axel Leonard Melander 1927. Platypalpus versipes ingår i släktet Platypalpus och familjen puckeldansflugor.
Artens utbredningsområde är Virginia. Inga underarter finns listade i Catalogue of Life.